# Тайсон Ф'юрі
Тайсон Люк Ф'юрі (англ. Tyson Luke Fury;  12 серпня 1988, Манчестер, Велика Британія) — англійський колишній професійний боксер, виступав у важкій ваговій категорії. Чемпіон Великої Британії за версією ABA 2008 року, чемпіон Великої Британії та Британської Співдружності за версією BBBofC 2011 року.Попередній чемпіон світу з боксу у важкій ваговій категорії за версіями WBO (2015—2016), IBO (2015—2016), The Ring (2015—2018), WBA (2015—2016) і IBF (2015) WBC (2020–2024). Виграв 3 бої, що отримали оцінку «5 зірок» від BoxRec. Зайняв перше місце в рейтингу найкращих важковаговиків світу за версією BoxRec за підсумком 2015, 2018 та 2019 роках

## Біографія
Тайсон Люк Ф'юрі народився 12 серпня 1988 року в місті Вілмслоу, графство Чешир, Велика Британія у родині нащадків ірландських «мандрівників». Тайсон народився на сім тижнів раніше терміну та важив усього 4 фунти (1800 грамів). Лікарі побоювалися, що Тайсон може не вижити. Джон «Циган» Ф'юрі займався боксом і був великим шанувальником Майка Тайсона, тому він назвав сина на честь знаменитого американського боксера. Завдяки батькові Тайсон почав займатися боксом. Дядько Тайсона, Г'ю Ф'юрі є його тренером. Після відмови Ф'юрі від зустрічі з Прайсом 2011 року, Г'ю перестав працювати з Тайсоном, мотивуючи це неготовністю підопічного до боїв вищого рівня, але через кілька місяців помирився з племінником та знову став його головним тренером.

## Аматорська кар'єра
На аматорському ринзі Ф'юрі тричі представляв збірну Ірландії з боксу на міжнародних змаганнях. Як аматор він виступав одночасно за збірні Ірландії та Англії. 2006 року Тайсон виграв бронзову медаль на молодіжному чемпіонаті світу, програвши у півфіналі боксеру з Узбекистану Сардору Абдулаєву (31:36). У травні 2007 він, виступаючи за збірну Англії, виграв юнацький чемпіонат Євросоюзу. Після цього Ф'юрі почав виступати у дорослій категорії. В одному з поєдинків він зазнав поразки від англійця Девіда Прайса. Тайсон програв з рахунком 8:22, хоча зумів відправити Прайса в нокдаун під час поєдинку. 2007 року на чемпіонаті Європи програв росіянину Максиму Бабаніну. По завершенні любительської кар'єри Ф'юрі займав третє місце у рейтингу AIBA серед важковаговиків. Поступився місцем в Олімпійській збірній Британії Девіду Прайсу, який мав до того моменту вищий рейтинг. Ф'юрі спробував пробитися в збірну Ірландії чи Вельсу, однак і там його чекала невдача, кількість боксерів вже була затверджена. Ф'юрі взяв участь у національному чемпіонаті ABA і виграв його. Після цього Тайсон вирішив почати професіональну кар'єру. В аматорському боксі Ф'юрі провів 34 бої, у яких здобув 30 перемог (26 нокаутом).

## Професійна кар'єра

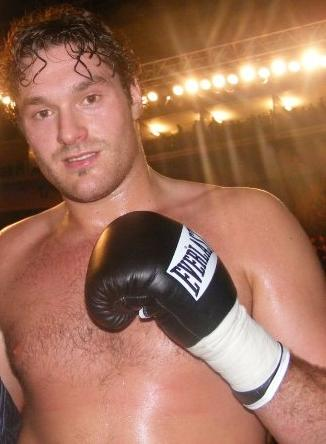
Тайсон Ф'юрі

Ф'юрі почав професійну кар'єру в грудні 2008 року, нокаутувавши угорця Бела Дьєндьєші у першому раунді. Другий поєдинок Тайсон провів через місяць у січні 2009 року і у третьому раунді нокаутував досвідченого німецького боксера Марселя Целлера (21 — 3, 20КО). У березні 2009 року Ф'юрі нокаутував досвідченого співвітчизника Лі Свебі. У квітні у 1-му раунді нокаутував досвідченішого Метью Елліса (20 - 6 -1, 9 КО). Потім у травні нокаутував Скотта Белшоуа (10 — 1 , 7КО).
11 вересня 2009 року вийшов на перший титульний поєдинок у своїй кар'єрі. У бою за титул чемпіона Англії за версією (BBBofC) Тайсон виграв у співвітчизника Джона МакДермотта. Бій був рівний, отож обидва боксери висловили бажання провести матч-реванш. У період часу між цими поєдинками Ф'юрі провів ще два рейтингових бої, у яких здобув перемоги.
25 червня 2010 року Тайсон вийшов на другий бій з МакДермоттом. Цього разу, крім титулу чемпіона Англії, розігрувався статус обов'язкового претендента на титул чемпіона Великої Британії. Бій був видовищним — Ф'юрі посилав МакДермотта в нокдаун у восьмому і двічі у дев'ятому раунді. Після чергового падіння МакДермотта рефері припинив бій, Ф'юрі переміг технічним нокаутом.
У наступному бою Тайсон переміг за очками Річа Павера, який на той момент не мав поразок. У грудні 2010 року Ф'юрі переміг американського боксера, досвідченого джорнімена, Зака Пейджа. 19 лютого 2011 року Ф'юрі нокаутував у п'ятому раунді непереможного до цього бразильця Марсело Луїса Насіменто. Після цього бою Тайсон став обов'язковим претендентом на титул чемпіона Великої Британії, право на що заслужив ще в бою з МакДермоттом. До цього моменту у Ф'юрі було 14 перемог і 0 поразок.

### Бій з Дереком Чісорою
23 липня 2011 відбулося протистояння двох британських «титанів» у важкій ваговій категорії. Перед боєм коментатори віддавали перевагу Чісорі. Коефіцієнти напередодні бою 1,61 проти 2,30 на користь Чісори.

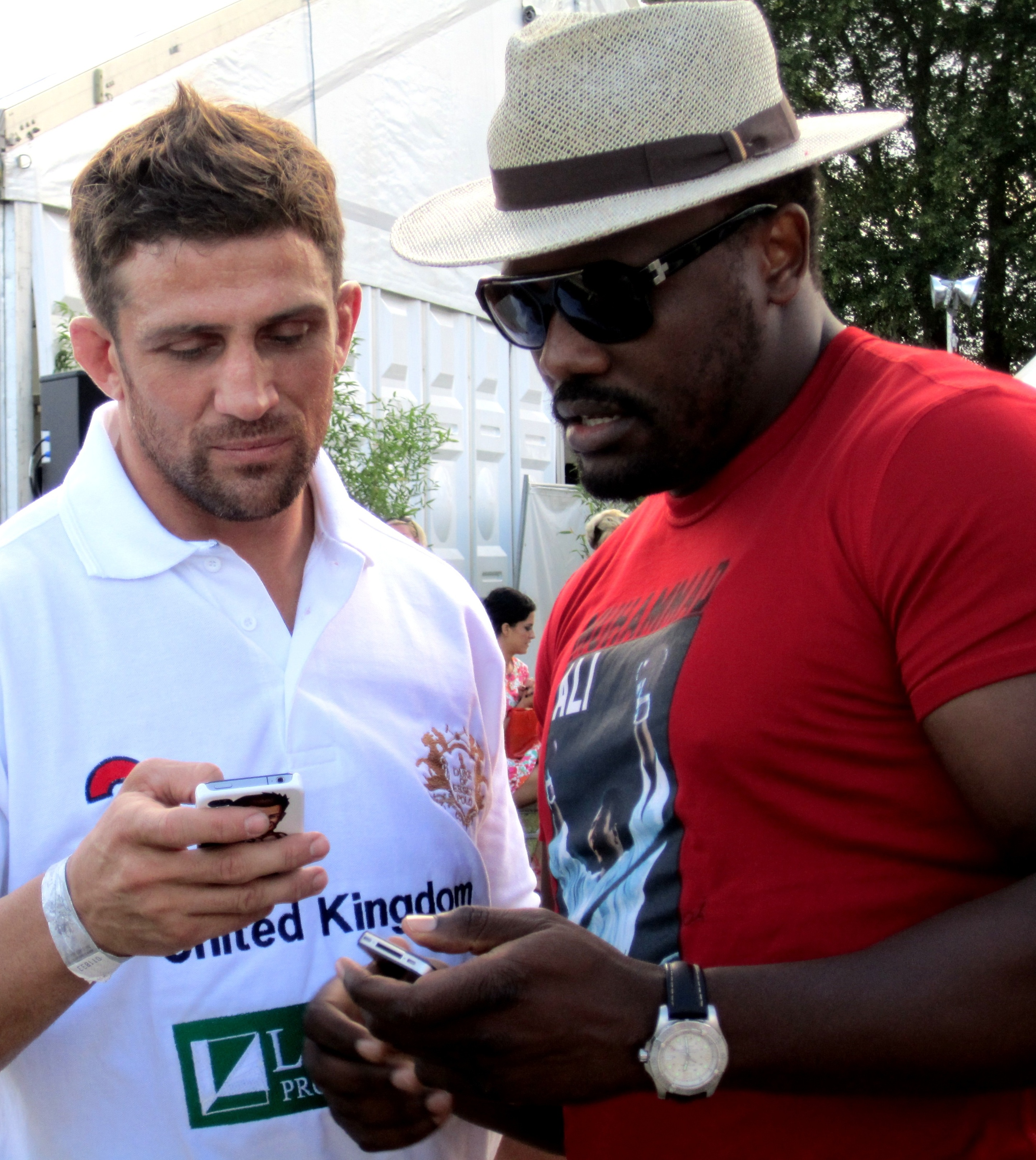
Дерек Чісора (праворуч)

У бою за зайвої ваги Дерек діяв повільніше, ніж молодший та витриваліший Ф'юрі. З перших секунд бою Чісора пішов вперед, але Тайсон легко справлявся з пресингом та блокував всі атаки Чісори. У середині другого раунду Чісора завдав точного кросу у голову Ф'юрі, після якого Тайсон відійшов до канатів. Дерек почав здійснювати безліч ударних комбінацій, основна частина яких припадала на захист, але все ж Дереку вдалося кілька разів влучити у претендента. Ф'юрі не був зломленим, і, клінчами рятуючись від атак, він почав завдавати контрудари. Починаючи з третього раунду Ф'юрі пристосувався до стилю Чісори та призупиняв атаки Дерека короткими комбінаціями по корпусу і в голову. У другій половині десятого раунду Чісора розмашистими ударами намагався поцілити у Ф'юрі і кілька разів успішно влучив у голову Тайсона, але претендент не втратив контролю над поєдинком та вистояв під пресингом чемпіона. Чісора, який витратив залишок сил на атаку у десятому раунді, не зміг нічого протиставити у фінальних раундах, і Ф'юрі з легкістю перебоксував Дерека. Тайсон Ф'юрі переміг за очками і став новим чемпіоном Великої Британії (BBBofC) та Співдружності.
Переможець цієї сутички розцінювався як претендент на бій з Володимиром Кличком, але Ф'юрі відмовився від поєдинку.
17 вересня 2011 року Ф'юрі провів поєдинок проти боксера з США Миколи Фірта. У третьому раунді Микола створив Тайсону багато проблем, провівши багато точних атак з усіх позицій. Тайсон зумів нирками та клінчами врятуватися від атак і переломив хід поєдинку на свою користь. У п'ятому раунді Тайсон почав бити Фірту та змусив рефері втрутитися і припинити поєдинок. Ф'юрі переміг технічним нокаутом.

### Бій з Невеном Пайкічем
У листопаді 2011 року Ф'юрі зустрівся зі ще одним непереможним боксером канадцем боснійського походження Невеном Пайкічем. Канадець активно почав бій, йшов вперед, завдаючи розмашистих кросів, але особливого ефекту на Ф'юрі це не справило. Ф'юрі, бачачи що Пайкічу незручно працювати з дальньої дистанції, стримував канадця джебом, але претендент на титул Співдружності все ж часто проривав дистанцію та завдавав комбінації, які переважно поцілювали у захист. Пайкіч діяв першим номером і був переконливішим у першому раунді. Те ж повторилося і в другому раунді, але після чергової атаки Пайкіча, Ф'юрі демонстративно підійняв руки, показуючи, що удари Невена не завдали йому ніякої шкоди. Ближче до кінця раунду Пайкіч завдав точного правого кросу у щелепу Тайсона і відправив його на настил рингу, англієць швидко піднявся. Це був перший нокдаун Ф'юрі у його професіональній кар'єрі. За рахунок клінчів Тайсон зумів протриматися до кінця раунду. У наступній трихвилинці ситуація змінилася. Тайсон після точного удару в корпус Пайкіча зробив кілька хуків у голову канадця та відправив його в нокдаун. Пайкіч зумів піднятися. Ф'юрі почав добивати суперника і зумів відправити його у другій нокдаун. Канадець знову зумів піднятися, після чого відбулася нова потужна атака Тайсона, після якої рефері зупинив бій. Пайкіч не погоджувався з цим рішенням і хотів продовжувати поєдинок.

### Бій з Мартіном Роганом
У лютому 2012 року Британська комісія з питань боксу зобов'язала Ф'юрі провести обов'язковий захист титулів проти Девіда Прайса, Тайсон відмовився і звільнив титули, віддавши перевагу перспективам боїв на вищому рівні. Таким був поєдинок за титул чемпіона Ірландії проти Мартіна Рогана, який пройшов у столиці Північної Ірландії Белфасті. Цей бій був дуже важливий для Ф'юрі. Він хотів довести, що Ірландський олімпійський комітет зробив помилку, не дозволивши йому виступати на Олімпіаді, тим самим позбавивши себе олімпійського золота.
З перших же секунд бою Ф'юрі здивував усіх своєю стійкою — хоча він боксував до цього в правосторонній стійці, на цей бій він вийшов в стійці лівші. У перших двох раундах Тайсон діяв економно, у той час як Роган був активнішим, проривав дистанцію та проводив швидкі комбінації. У третьому раунді Ф'юрі підвищив темп і зумів відправити Мартіна в нокдаун лівим джебом після кількох вдалих влучень правою. Наприкінці п'ятого раунду Ф'юрі завдав Рогану потужний удар по печінці, і той опустився на настил рингу. Роган зумів піднятися, проте його тренер просигналізував рефері про те, що знімає свого бійця з поєдинку.

### Бій з Вінні Маддалоне
7 липня 2012 року Тайсон вийшов на ринг з американським боксером Вінні Маддалоне. Обидва боксери вибрали відкриту тактику на поєдинок, бій ряснів видовищними обмінами ударами. Ф'юрі активно використовував джеб, готуючи силові удари, які іноді потрапляли в ціль. Було помітно, що Маддалоне вкрай незручно боксувати проти набагато вищого суперника. Починаючи з третього раунду удари Ф'юрі все частіше стали досягати мети. У четвертому раунді бій прийняв односторонній характер, крім того, у Маддалоне відкрилося небезпечне розсічення під правим оком. У п'ятому раунді рефері був змушений зупинити бій через те, що американець почав пропускати небезпечну кількість точних ударів. Ф'юрі переміг технічним нокаутом.

### Бій з Кевіном Джонсоном
Після перемоги над Вінні Маддалоне команда Ф'юрі почала пошуки нового суперника. Після довгих переговорів вибір припав на російського непереможного важковаговика Дениса Бойцова. Бойцов та Ф'юрі займали високі позиції у рейтингу WBC, і рада санкціонувала цей поєдинок як відбірковий за місце обов'язкового претендента на титул чемпіона світу. Але Бойцов відмовився від поєдинку, посилаючись на малий час для підготовки. На заміну росіянину було обрано досвідченого американського боксера Кевіна Джонсона.
Бій відбувся 1 грудня 2012 року у Белфасті (Північна Ірландія). Передбачалося, що поєдинок буде мати статус півфінального у змаганні за місце претендента на титул чемпіона світу WBC, але незадовго до бою було вирішено зробити його прямим відбірковим.
Тактика Джонсона у бою з Ф'юрі була схожа на тактику у його бою з Віталієм Кличком у 2009 році. Все, що робив Кевін, — це майстерно захищався, лише іноді намагаючись пробивати одиночні удари з дальньої дистанції. Ф'юрі перемагав з невеликою перевагою у всіх раундах, але жодного разу не був близький до дострокової перемоги. У сьомому раунді рефері зняв з британця очко за удар після команди «брейк». Бій проходив на дальній дистанції, але Тайсон без проблем входив у середню та ближню дистанцію, демонструючи на них свій вищий рівень. Судді не віддали Джонсону перемоги ні в одному з дванадцяти раундів. Тайсон переміг одноголосним рішенням суддів з розгромним рахунком.

### Бій зі Стівом Каннінгемом
20 квітня 2013 року Ф'юрі вирушив до США підкорювати симпатії американських любителів боксу. Його опонентом став іменитий американський боксер — дворазовий чемпіон світу у першій важкій вазі Стів Каннінгем. З перших хвилин бою Ф'юрі діяв зухвало та агресивно закликав Стіва до відкритого бою. У другому раунді Каннінгем покарав британця за його відкриту манеру і правим кросом відправив Ф'юрі у нокдаун. Тайсон зумів піднятися і став боксувати обачніше, скорочуючи дистанцію та входячи у ближній бій. У якийсь момент Каннінгем прийняв відкритий стиль ведення поєдинку, нав'язаний Тайсоном. У сьомому раунді у Ф'юрі було кілька чистих попадань по Каннінгему, а наприкінці раунду він затиснув його біля канатів. У кінці раунду Ф'юрі та Каннінгем перебували у клінчі, британець скористався нерозторопністю рефері та «брудно» розгорнув голову Каннінгему під свій удар, а потім коротким правим хуком відправив його у глибокий нокаут. Ця поразка стала першою достроковою у кар'єрі Каннінгема. До сьомого раунду він вів за очками на картках у двох суддів (57-55), у третього була зафіксована нічия (56-56). Поєдинок носив статус відбіркового на бій з чемпіоном світу за версією IBF.

### Чемпіонський бій з Володимиром Кличком
6 липня 2015 року команди чемпіона IBF, WBA, WBO і IBO в важкій вазі Володимира Кличка (64 — 3, 53КО) та офіційного претендента на титули WBA  і WBO Тайсона Ф'юрі (24 — 0, 18КО) досягли угоди, і промоутерські торги, які повинні були відбутися в Панамі, були скасовані. Представники боксерів домовилися про поєдинок буквально за лічені хвилини до початку торгів. Поєдинок Кличко — Ф'юрі був призначений на 24 жовтня в Дюссельдорфі, Німеччина. Однак бій Кличка і Ф'юрі був перенесений на 28 листопада через травму (розрив сухожилля в литці) українського боксера, яка сталася в четвер 24 вересня. Цікавий факт: 23 вересня Ф'юрі в костюмі Бетмена заявив, що цим боєм він виведе Кличка з кар'єри боксера.
28 листопада 2015 року на переповненій арені в Дюссельдорфі відбувся довгоочікуваний бій Тайсона Ф'юрі з багаторічним чемпіоном і лідером дивізіону Володимиром Кличком. Ф'юрі відразу пристосувався до бою і майже нічого не дав зробити чемпіонові. Володимир так і не зміг вибрати правильну дистанцію, і переважно на дальній дистанції завдяки вищій швидкості і рефлексам Ф'юрі переміг за очками і зробив один з найгучніших апсетів у боксі за останні роки. Рахунок суддів — 115—112, 115—112, 116—111.
За бій з Кличком Ф'юрі отримав $4,16 млн, а українець — майже $12,5 млн.

### Допінгове розслідування, депресія і завершення кар'єри
Після поразки від Ф'юрі Володимир Кличко скористався опцією в контракті на проведення реваншу. Але IBF вимагала від Ф'юрі провести бій проти обов'язкового претендента, яким на той час був українець В'ячеслав Глазков. Ф'юрі відмовився виконувати вимогу IBF заради реваншу з Кличком, а після рішення IBF відібрати у нього чемпіонський пояс в знак протесту «змив пояс IBF в унітаз».
Бій-реванш спочатку планувався у травні-червні 2016 року, а потім 9 липня у Манчестері, Англія, але наприкінці червня був відкладений через травму британця на 29 жовтня. В той же час з'явилася інформація, що Ф'юрі попався на допінгу. У пробі, взятій за період з лютого по березень 2015 року, у його крові були виявлені сліди нандролону. Допінг-тест проводило Британське антидопінгове агентство (UKADA), яке ще у вересні 2015 року зажадало пояснень від Ф'юрі щодо позитивного допінг-тесту, але тільки влітку 2016 року повноцінно почало розслідування. У серпні Ф'юрі був звинувачений UKADA у використанні допінгу, а на листопад були заплановані слухання. У вересні 2016 року Ф'юрі повторно відклав свій реванш з Кличко з формулюванням «негодний до бою з медичної точки зору». Промоутери Ф'юрі не розкривали саму проблему, але відзначили, що «проблема є надто серйозною». Очевидно, все було пов'язано з кокаїновою залежністю, оскільки 22 вересня 2016 року відповідно до умов контракту на бій з Кличком британець здав аналізи сечі на перевірку наявності у організмі наркотичних речовин, і тест показав позитивний результат на бензоілекгонін — речовину, що є центральним з'єднанням і елементом кокаїну. У жовтні 2016 року Британська комісія з питань боксу (BBBofC) призупинила ліцензію Ф'юрі, у зв'язку з чим він втратив змогу брати участь у боях. Тайсон Ф'юрі добровільно відмовився від чемпіонських поясів WBO і WBA, щоб зосередитись на лікуванні і відновленні, і оголосив про завершення боксерської кар'єри.
У липні 2017 року Ф'юрі зробив заяву про своє повернення і підготовку до потенційного бою, але через кілька днів через Інстаграм знову оголосив про завершення кар'єри.
У лютому 2018 року, оскільки Тайсон Ф'юрі не зміг узгодити дату обов'язкового захисту титулу чемпіона за версією журнал The Ring до 31 січня 2018 року, він був позбавлений останнього чемпіонського поясу, завойованого в бою проти Володимира Кличко.

### Повернення до активних виступів
У квітні 2018 року Ф'юрі повернули право виходити на ринг.
9 червня 2018 року у Манчестері в рейтинговому поєдинку Тайсон технічним нокаутом у 4 раунді переміг албанця Сефера Сефері. Цей поєдинок став для британця першим за 2,5 роки.
18 серпня 2018 року Ф'юрі провів наступний 10-раундовий бій, в якому за очками впевнено переміг представника Німеччини Франческо П'янету — єдиний суддя віддав перемогу британцю з рахунком 100-90.

### Чемпіонський бій за пояс WBC з Деонтеєм Вайлдером
1 грудня 2018 року Тайсон Ф'юрі вийшов в ринг проти непереможного нокаутера Деонтея Вайлдера (41-0-1, 39 КО), володаря титулу WBC у важкій вазі. Ф'юрі вистояв усі 12 раундів, дивуючи глядачів своєю неймовірною реакцією. Двічі за поєдинок він побував в нокдауні, але спромігся кожного разу підводитися і завдавати клопотів Вайлдеру. Техніка і фізична форма британського боксера здивувала багатьох його критиків. У підсумку судді оголосили нічию — 115—111 (Вайлдер), 114—110 (Ф'юрі) і 113—113.
Обидва боксери були не проти проведення ще одного бою для з'ясування того, хто з них кращий, але якщо Вайлдер хотів якнайшвидше провести другий бій, то Ф'юрі у лютому 2019 року підписав контракт з Top Rank і ESPN і вирішив повести проміжні бої.
15 червня Тайсон швидкісним нокаутом у 2 раунді переміг німця Тома Шварца, а 14 вересня виграв одностайним рішенням суддів у шведа Отто Валліна. Але бій з Валліном вийшов для Ф'юрі не таким простим, як очікувалося. У 3 раунді Тайсон отримав після лівого бокового Отто сильне розсічення над правим оком, і кров почала заливати обличчя британця. У 6 раунді суддя навіть призупинив бій для того, щоб Тайсону прочистили рану. Валлін намагався скористатися шансом на перемогу, що йому випав, і увесь час до кінця бою намагався поцілити у розсічення. Втім Ф'юрі боксував краще і довів бій до перемоги.
Після бою промоутер Ф'юрі Френк Воррен висловив думку, що реванш з Вайлдером може бути відкладений через серйозне пошкодження у Тайсона.
25 листопада 2019 року стало відомо, що на кону другого бою Ф'юрі — Вайлдер, крім титулу WBC, буде також вакантний чемпіонський пояс у важкій вазі за версією журналу Ринг.
27 листопада 2019 року глава промоутерської компанії Top Rank Promotions Боб Арум назвав 22 лютого 2020 року датою другого поєдинку між Деонтеєм Вайлдером і Тайсоном Ф'юрі. Попередньо передбачалося, що бій відбудеться на MGM Grand Garden Arena в Лас-Вегасі.
У передматчевих інтерв'ю Ф'юрі випромінював впевненість, відзначившись неоднозначними, а часом шокуючими заявами. У грудні 2019 року він оголосив, що завершить другий поєдинок з Вайлдером достроково, змусивши того капітулювати. 14 січня 2020 Ф'юрі розповів про підготовку до поєдинку проти Вайлдера: зокрема, він заявив, що заради підтримки рівня тестостерону щодня кілька разів займається мастурбацією. За тиждень до бою Тайсон зробив ще одне зізнання про те, що зміцнює своє підборіддя, регулярно роблячи кунілінгус.

### Тайсон Ф'юрі проти Деонтея Вайлдера II
Другий поєдинок за титул чемпіона світу за версією WBC в суперважкій вазі між Деонтеєм Вайлдером і Тайсоном Ф'юрі, як і планувалося, пройшов у Лас-Вегасі 22 лютого 2020 року. Ф'юрі активно розпочав бій, відразу захопивши ініціативу, і вже в третьому раунді надіслав Вайлдера в нокдаун. Ф'юрі переміг Вайлдера технічним нокаутом у сьомому раунді. Вайлдер зазнав першої поразки на професійному рингу після 42 перемог і 1 нічиєї. Ф'юрі в цьому бою здобув 30-ту перемогу. Він ввійшов в історію професійного боксу як перший боксер, який перервав дві чемпіонських серії з 10+ захистів титулу: для Вайлдера це був 11-й захист титулу, а у Володимира Кличка, якого Ф'юрі переміг в 2015 році, то був 19-й захист. Відразу після своєї перемоги Тайсон взяв мікрофон і заспівав прямо в ринзі, виконавши пісню American pie.

### Тайсон Ф'юрі проти Деонтея Вайлдера III
За умовами контракту Вайлдер мав право на реванш з Ф'юрі. Третій бій Вайлдер — Ф'юрі мав відбутися 18 липня 2020 року, але був перенесений на 19 грудня через пандемію коронавірусної хвороби. Перемовини щодо бою затягнулися, і сторона Ф'юрі заявила, що термін дії контракту завершився і третього бою не буде. Сторона Вайлдера подала судовий позов проти Ф'юрі. Арбітражний суд ухвалив рішення на користь Вайлдера і своєю постановою зобов'язав Вайлдера і Ф'юрі провести бій до 15 вересня 2021 року. Після цього зацікавлені сторони швидко узгодили дату третього бою — 24 липня 2021 року.
Слід зазначити, що поки тривав судовий розгляд, Тайсон Ф'юрі вів перемовини і навіть підписав контракт на два поєдинки за звання абсолютного чемпіона світу проти Ентоні Джошуа, який на той час володів поясами WBO, WBA та IBF. Але після перемоги Вайлдера в арбітражному суді перемовини щодо бою Тайсон Ф'юрі — Ентоні Джошуа були відкладені.
Через спалах коронавірусу в таборі британця бій Ф'юрі — Вайлдер перенесли і він відбувся 9 жовтня 2021 року знов у Лас-Вегасі. До бою обидва боксери підійшли з рекордною у боксерській кар'єрі вагою — 125,6 кг у Ф'юрі та 107,9 кг у Вайлдера.
У видовищному бою, з безсумнівною перевагою Ф'юрі, Вайлдер показав неймовірну стійкість. Глядачі побачили 4 нокдауни (по два рази на настилі рингу побували обидва боксери) і нокаут Тайсоном Деонтея у 11-му раунді. Ф'юрі вперше захистив титул чемпіона світу.

### Бій Тайсон Ф'юрі проти Олександра Усика
18 травня 2024 року в Ер-Ріяді (Саудівська Аравія) відбувся поєдинок між чемпіоном світу у важкій вазі за версією WBC Тайсоном Ф'юрі та володарем титулів WBA (Super), WBO, IBF, IBO і The Ring у важкій вазі українцем Олександром Усиком. Переможець поєдинку мав стати першим абсолютним чемпіоном у важкій вазі з часів Леннокса Льюїса. Наприкінці дев'ятого раунду Усик наніс Тайсону серію потужних ударів. Рефері відрахував британцю нокдаун. За результатом дванадцятираундового поєдинку роздільним рішенням суддів Ф'юрі зазнав першої поразки на професіональному ринзі. Таким чином, Усик став першим абсолютним чемпіоном світу в надважкому дивізіоні у XXI столітті.

## Особливості стилю
Ф'юрі є габаритним важковаговиком з великим розмахом рук і, як багато інших боксерів такої комплекції, використовує ці переваги. Проте Тайсон не веде одноманітну оборонну тактику з дальньої дистанції, а у більшості своїх поєдинків він приймає відкритий стиль і сам входить на ближню й середню дистанції. У деяких поєдинках Тайсон брав лівобічну стійку (у бою з Мартіном Роганом), а в бою з Кевіном Джонсоном кілька разів змінював стійку за поєдинок.

## Популяризація поза рингом
Ф'юрі активно розкручує та популяризує себе всіма можливими способами. Дуже часто викликає відомих бійців на ринг через Твіттер. Багаторазово вступав у словесну перепалку із співвітчизником Девідом Прайсом, у грубій формі викликав на ринг чемпіона UFC Кейна Веласкеса. Багаторазово викликав на ринг Девіда Хея, Віталія та Володимира Кличка.
У березня 2013 року Ф'юрі був оштрафований на 3000 £ за некоректні записи у твіттері.
20 квітня 2013 після перемоги над Стівом Каннінгемом заспівав з рингу у прямому ефірі.

## Спортивні досягнення

### Аматорські
- 2006.  Бронзовий призер юнацького чемпіонату світу.
- 2007.  Переможець юнацького чемпіонату Європейського союзу.
- 2007.  Срібний призер юнацького чемпіонату Європи.
- 2008.  Чемпіон Великої Британії за версією ABA[en].

### Професійні
- 2009.  Чемпіон Англії за версією BBBofC.
- 2010.  Чемпіон Англії за версією BBBofC.
- 2011.  Чемпіон Великої Британії за версією BBBofC.
- 2011.  Чемпіон Британської Співдружності[en].
- 2012.  Чемпіон Ірландії.
- 2012.  Інтерконтинентальний чемпіон світу за версією WBO.

## Особисте життя
- Дружина Періс, дочки: Венесуела, Афіна, Валенсія, сини: Принц Тайсон Ф'юрі II, Принц Адоніс Амазія та Принц Джон Джеймс[81].
- Ірландський професійний боксер Енді Лі є двоюрідним братом Тайсона Ф'юрі. Так само 2013 року дебютував інший двоюрідний брат Тайсона, Г'юї Ф'юрі (син тренера та дядька Тайсона)[82].